# Karta Ateńska (1931)
Karta Ateńska – dokument uchwalony na konferencji zwołanej przez Biuro Muzeów w Atenach, trwającej w dniach 21-30 października 1931 roku. W nim po raz pierwszy zostały sformułowane ogólne normy postępowania konserwatorskiego, które miały obowiązywać we wszystkich krajach.

## Historia powstania Karty
Jej poszczególne uchwały zostały podjęte na podstawie analizy referatów, przedstawionych przez konserwatorów, biorących udział na ateńskiej konferencji. Referaty te opisywały różnorodną problematykę i postawy wobec zabytków, jak również porównywały doktryny konserwatorskie, panujące w poszczególnych krajach. Wśród referujących byli dwaj polscy konserwatorzy, historyk sztuki Jan Alfred Lauterbach oraz Jarosław Wojciechowski. W Konferencji uczestniczył także prof. Marian Lalewicz, architekt i konserwator. Ważnym czynnikiem przy powstawaniu postulatów Karty były oględziny zrekonstruowanego pałacu na Krecie oraz zachowanych ruin świątyni Appolina na Delos.

## Treść Karty
Jednym z najważniejszych postulatów Karty było unikanie rekonstrukcji (bądź restytucji), aby przede wszystkim zachować autentyczność zabytków w dobrym stanie technicznym. Restauracja była dopuszczalna, kiedy możliwe było przeprowadzenie rzetelnych badań naukowych oraz zostały zachowane nawarstwienia stylowe budynku. W przypadku ruin, rekonstrukcja powinna ograniczać się tylko do anastylozy, natomiast nowe uzupełnienia musiały odróżniać się od autentycznych. Przy konserwacji zabytku należało zastosować najnowsze osiągnięcia techniki, ale w taki sposób by nie wpływały na zewnętrzny wygląd i charakter zabytku. W przypadku budynków uszkodzonych w czasie nagłych kataklizmów dziejowych (wojny), należało przywrócić mu formę, jaką posiadał przed zniszczeniem.

## Wpływ Karty
Na jej podstawie powstała w tym samym roku "Carta del Restauro", która określiła 11 dyrektyw dla włoskich urzędów konserwatorskich. Karta omawiała między innymi wyeliminowanie tendencji purystycznych z praktyki konserwatorskiej. Zgodnie z zawartymi w niej postulatami wszelkie zabiegi, mające doprowadzić do pierwotnego wyglądu zabytku, musiały być oparte na absolutnie pewnych i zachowanych źródłach. Karta Ateńska była dokumentem, na którym wzorowano się przy uchwaleniu Karty Weneckiej.